# 圣安东尼奥杜斯洛佩斯
圣安东尼奥杜斯洛佩斯是巴西马拉尼昂州的一个市镇。总面积770.19平方公里，总人口14170人，人口密度18.4人/平方公里。